# Castine
|  | Per a altres significats, vegeu «Castine (Maine)». |

Castine és una població del Comtat de Darke (Ohio) als Estats Units d'Amèrica. Segons el cens dels Estats Units del 2000 tenia 129 habitants.

## Demografia
Segons el cens del 2000, Castine tenia 129 habitants, 43 habitatges, i 39 famílies. La densitat de població era de 622,6 habitants/km².
Dels 43 habitatges en un 55,8% hi vivien nens de menys de 18 anys, en un 79,1% hi vivien parelles casades, en un 7% dones solteres, i en un 7% no eren unitats familiars. En el 7% dels habitatges hi vivien persones soles el 4,7% de les quals corresponia a persones de 65 anys o més que vivien soles. El nombre mitjà de persones vivint en cada habitatge era de 3 i el nombre mitjà de persones que vivien en cada família era de 3,08.
Per edats la població es repartia de la següent manera: un 33,3% tenia menys de 18 anys, un 7% entre 18 i 24, un 36,4% entre 25 i 44, un 17,1% de 45 a 60 i un 6,2% 65 anys o més.
L'edat mediana era de 33 anys. Per cada 100 dones de 18 o més anys hi havia 104,8 homes.
La renda mediana per habitatge era de 41.250 $ i la renda mediana per família de 42.813 $. Els homes tenien una renda mediana de 35.313 $ mentre que les dones 24.792 $. La renda per capita de la població era d'11.950 $. Aproximadament el 7,7% de les famílies i el 7% de la població estaven per davall del llindar de pobresa.

## Poblacions més properes
El següent diagrama mostra les poblacions més properes.